# بوريس تاونسند
جورج بوريس تاونسند والمعروف باسم: بوريس تاونسند بالانجليزي(Boris Townsend)، أحد الفيزيائيين الذين تخصصوا قي مجال هندسة التلفزيون . وقد نشر عددا من الكتب والأبحاث عن الهندسة التلفزيونية.

## حياتة
ولد تاونسند في لندن خلال عام 13 أبريل 1919 - وتوقي عام أبريل 2006

## الحياة المهنية
في سن ال 21 انضم تاونسند إلى شركة جنرال إلكتريك البريطانية المحدودة في مختبرات هيرست للبحوث في ويمبلي، لندن وسرعان ما أصبح أحد كبار مهندسي الأبحاث. خلال الفترة المتبقية من الحرب العالمية الثانية عمل على العديد من المشاريع السرية بما في ذلك أنظمة توجيه الطوربيد والرادار. وعلى الأخص كان مهندس كبير في الفريق الذي أنشأ أول نظام رادار محمول جوا، والذي يسمح لأول مرة للطائرات المتحالفة للعثور على وتتبع طائرات العدو في الليل وفي ظروف غائمة.
مع نهاية الحرب في عام 1945 بدأ العمل على البث التلفزيوني والاستقبال قبل إعادة فتح خدمة التلفزيون. خلال الحرب العالمية الثانية أغلقت الحكومة البريطانية خدمة التلفزيون للتركيز على المجهود الحربي. تم استخدام الصمامات (أنابيب فراغ)التي وضعتها تاونسند وفريقه في مختبرات البحوث غيك للرادار، في وقت لاحق في إنشاء تصميم التلفزيون الملون. وأثناء عمله لدى شركة غيك في 31 أكتوبر 1958، قدم طلب براءة اختراع لعناصر محددة في تصميمه التلفزيوني الذي منح لاحقا (رقم 875،876). كان لدى تاونسند عدد من براءات الاختراع الأخرى مملوءة باسمه، بما في ذلك التحكم التلقائي في التشبع لتلوين اللون والتلفزيون ومعاوض لمستقبلات التلفزيون الملون للتغيرات اللونية في الضوء المحيط.